# Правительство Гончарука
Правительство Алексея Гончарука — правительство Украины, сформированное 29 августа 2019 года после утверждения Верховной радой Украины IX созыва кандидатуры Алексея Гончарука на должность премьер-министра.
4 марта 2020 года Гончарук подал заявление об уходе в отставку. Отставка была утверждена Верховной радой в тот же день, в результате чего правительство было расформировано.

## Состав правительства
| Должность                                                                                   | Портрет                 | Имя и фамилия           | Партия                  | Партия                          | Дата вступления в должность | Дата окончания полномочий |
| Премьер-министр Украины                                                                     | Премьер-министр Украины | Премьер-министр Украины | Премьер-министр Украины | Премьер-министр Украины         | Премьер-министр Украины     |                           |
| ------------------------------------------------------------------------------------------- | ----------------------- | ----------------------- | ----------------------- | ------------------------------- | --------------------------- | ------------------------- |
| Премьер-министр                                                                             |                         | Алексей Гончарук        |                         | Беспартийный                    | 29 августа 2019             | 4 марта 2020              |
| Заместители премьер-министра                                                                |                         |                         |                         |                                 |                             |                           |
| Вице-премьер-министр по вопросам европейской и евроатлантической интеграции Украины         |                         | Дмитрий Кулеба          |                         | Беспартийный                    | 29 августа 2019             | 4 марта 2020              |
| Вице-премьер-министр — Министр цифровой трансформации                                       |                         | Михаил Фёдоров          |                         | Слуга народа                    | 29 августа 2019             |                           |
| Министры                                                                                    |                         |                         |                         |                                 |                             |                           |
| Министр внутренних дел                                                                      |                         | Арсен Аваков            |                         | Народный фронт                  | 22 февраля 2014             |                           |
| Министр развития экономики, торговли и сельского хозяйства Украины                          |                         | Тимофей Милованов       |                         | Беспартийный                    | 29 августа 2019             | 4 марта 2020              |
| Министр энергетики и защиты окружающей среды                                                |                         | Алексей Оржель          |                         | Слуга народа                    | 29 августа 2019             | 4 марта 2020              |
| Министр иностранных дел                                                                     |                         | Вадим Пристайко         |                         | Беспартийный (квота президента) | 29 августа 2019             | 4 марта 2020              |
| Министр по делам ветеранов, временно оккупированных территорий и внутренне перемещённых лиц |                         | Оксана Коляда           |                         | Беспартийная                    | 29 августа 2019             | 4 марта 2020              |
| Министр инфраструктуры                                                                      |                         | Владислав Криклий       |                         | Слуга народа                    | 29 августа 2019             |                           |
| Министр культуры, молодёжи и спорта                                                         |                         | Владимир Бородянский    |                         | Беспартийный                    | 29 августа 2019             | 4 марта 2020              |
| Министр образования и науки                                                                 |                         | Анна Новосад            |                         | Слуга народа                    | 29 августа 2019             | 4 марта 2020              |
| Министр обороны                                                                             |                         | Андрей Загороднюк       |                         | Беспартийный (квота президента) | 29 августа 2019             | 4 марта 2020              |
| Министр здравоохранения                                                                     |                         | Зоряна Скалецкая        |                         | Беспартийная                    | 29 августа 2019             | 4 марта 2020              |
| Министр развития общин и территорий Украины                                                 |                         | Денис Шмыгаль           |                         | Беспартийный                    | 4 февраля 2020              | 4 марта 2020              |
| Министр социальной политики                                                                 |                         | Юлия Соколовская        |                         | Беспартийная                    | 29 августа 2019             | 4 марта 2020              |
| Министр финансов                                                                            |                         | Оксана Маркарова        |                         | Беспартийная                    | 8 июня 2018                 | 4 марта 2020              |
| Министр юстиции                                                                             |                         | Денис Малюська          |                         | Слуга народа                    | 29 августа 2019             |                           |
| Министр Кабинета министров                                                                  |                         | Дмитрий Дубилет         |                         | Беспартийный                    | 29 августа 2019             | 4 марта 2020              |

## Президент и правительство
В июле 2019 года президент Зеленский поручил разработать механизм предоставления украинского гражданства как второго для этнических украинцев из дружественных стран, стремящихся участвовать в развитии своей исторической родины. Кроме того, президент Украины подписал указ, согласно которому украинское гражданство могут получить лица, принимавшие участие в «осуществлении мероприятий по обеспечению национальной безопасности и обороны Украины», а также лица, подвергшиеся в России политическим преследованиям.
2 сентября 2019 года президент Зеленский распорядился, чтобы правительство до 1 октября 2019 года подготовило, а парламент до 1 декабря принял законопроект о рынке земель сельскохозяйственного назначения и отменил мораторий на продажу земли. Этот законопроект правительство подало в Раду в конце сентября. 13 ноября он был принят в первом чтении. Законопроект «О внесении изменения в некоторые законодательные акты Украины об обороте земель сельскохозяйственного назначения» отменил с 1 октября 2020 года запрет на продажу земель сельхозназначения.
Зеленский поручил правительству до 1 октября 2019 года запустить процесс «масштабной приватизации». Первый конкурс планировалось провести не позднее 1 апреля 2020 года. В список приватизации вошли следующие предприятия:
- Одесский припортовый завод;
- «Центрэнерго»;
- Объединённая горно-химическая компания;
- «Президент-отель»;
- Фармкомпания «Индар»;
- «Тернопольоблэнерго»;
- «Запорожьеоблэнерго»;
- «Харьковоблэнерго»;
- «Хмельницкоблэнерго»;
- «Николаевоблэнерго»;
- Завод «Электротяжмаш»;
- «Азовмаш»;
- «Сумхимпром»;
- «Ориана»;
- «Украгролизинг»[7].

2 сентября 2019 года президент Зеленский распорядился, чтобы правительство до 1 октября 2019 года подготовило, а парламент до 1 декабря принял законы о легализации игорного бизнеса и о легализации добычи янтаря.
Представленная новым правительством экономическая стратегия, помимо скорейшей отмены моратория на продажу земли, предусматривала также ремонт автодорог, морских портов и аэропортов. До конца 2019 года должны быть приняты законы, легализующие игорный бизнес и регулирующие добычу янтаря в ряде западных областей Украины. В результате, по мнению Гончарука, уже с 2021 года украинская экономика будет расти в среднем на 7 %, а за пять лет она должна вырасти примерно на 40 %. Рост ВВП будет обеспечен, в частности, за счёт иностранных инвестиций и либерализации экономики. Первоочередными задачами Гончарук назвал подготовку к визиту на Украину миссии МВФ и к переговорам с Россией и ЕС по транзиту газа, разработку бюджета на 2020 год, начало «реформы управления государственными активами и большой приватизации», а также «запуск инструментов стимулирования энергоэффективности и преодоление рейдерства».
29 сентября правительство, выполняя поручение президента, одобрило проект закона о легализации игорного бизнеса в Украине, сообщается на официальном сайте украинского правительства. Законопроект предусматривает, что «азартные игры будут проводиться исключительно на территории отелей, на игорном оборудовании с использованием программного обеспечения, которое соответствует международным стандартам». Тогда же был принят пакет проектов законов для упорядочения деятельности по добыче янтаря.
2 декабря президент Зеленский своим указом поручил правительству до 1 июля 2020 года диверсифицировать поставки нефти, газа и других видов топлива (кроме ядерного), чтобы поставки от одного источника были не более 30 %. Помимо этого, украинское правительство должно будет принять меры для сохранения транзита природного газа через Украину после 1 января 2020 года, а также для снижения негативного влияния на экономику санкций со стороны России — речь идёт о товарах, экспорт которых был ограничен или оказался под запретом: например, нефти и нефтепродуктов.
27 декабря Алексей Гончарук сообщил, что правительство приняло решение об упрощении процедуры получения гражданства страны иностранцами, принимавшими участие в вооружённом конфликте в Донбассе против вооружённых сил ДНР и ЛНР.

## Скандал
Вечером 15 января на зарегистрированном в тот же день YouTube-канале «Как обмануть президента» были опубликованы записи разговоров людей, голоса которых схожи с голосами Алексея Гончарука, министра финансов Оксаны Маркаровой, главы Национального банка Якова Смолия, министра экономики Тимофея Милованова и других высокопоставленных украинских чиновников. В пояснении к выложенным файлам было указано, что речь идёт о подготовке к совещанию у президента Владимира Зеленского, на котором, в частности, потребуется объяснить ему причины укрепления гривны. При этом человек с голосом Гончарука заявляет, что сам не понимает этих причин, называет себя «профаном» и говорит, что нужно придумать какое-то правдоподобное объяснение роста курса национальной валюты. Он же называет Владимира Зеленского человеком с «примитивным пониманием экономических процессов».
Публикация привела к громкому политическому скандалу. Высказываются предположения о причастности к ней Игоря Коломойского, который хотел бы видеть во главе правительства более лояльного человека.
17 января Алексей Гончарук написал заявление об отставке и передал его президенту Зеленскому. Тогда же он написал в Facebook, что сделал это, «чтобы убрать любые сомнения по поводу нашего уважения и доверия к президенту». Зеленский в тот же день встретился с Гончаруком и, как сообщает пресс-служба президента, заявил, что рассмотрел его обращение и решил предоставить ему и его правительству шанс, «если вы решите определённые вещи, которые сегодня очень важны и беспокоят наше общество. Сейчас не то время, чтобы расшатывать государство экономически и политически».
Зеленский потребовал от правительства «представить новую концепцию заработных плат руководителей министерств, ведомств, государственных компаний и их заместителей с учётом ситуации в стране»: «Мы понимаем, что это очень серьёзные специалисты, но я хочу иметь общее мнение с вами и министрами, что такие зарплаты могут быть сегодня в Украине в такой ситуации, в которой находится наша экономика. Когда вы и ваше правительство поднимете экономику — можно будет повышать эти заработные платы». С теми министрами, которые не согласятся работать за предложенную правительством зарплату, придётся прощаться.
Также Зеленский поручил Гончаруку урегулировать ситуацию с премиями, которые предусматриваются для топ-менеджеров НАК «Нафтогаз Украины» за получение компенсации от ПАО «Газпром»: «Они должны не только быть прагматичными менеджерами, но и оставаться людьми, найти выход из этой ситуации. Если они не услышат вас, тогда они услышат людей, юристов. Или НАК „Нафтогаз“ будет полностью перезагружен. И мы с вами должны разработать стратегию, как это тогда сделать».
Зеленский подчеркнул важность укрепления правительства путём проведения кадровых изменений и переформатирования некоторых министерств, а также налаживания контактов с народными депутатами всех фракций и с парламентскими комитетами.
17 января, как сообщила пресс-служба президента Украины, Владимир Зеленский потребовал от правоохранительных органов за две недели установить причастных к записи разговоров во время встречи Алексея Гончарука, министров и представителей Национального банка Украины. Зеленский потребовал выработать необходимые меры, чтобы исключить подобные инциденты в будущем и технически обеспечить защиту информации в помещениях органов государственной власти всех уровней от несанкционированного прослушивания и фиксирования разговоров.

## Отставка
В 16:49 , 4 марта 2020 года Верховная Рада отправила правительство Алексея Гончарука в отставку. За отставку премьера проголосовали 353 депутата Рады.По процедуре, вместе с Гончаруком в отставку должен был уйти   весь состав Кабинета министров. Однако,четыре министра остались на своих должностях : вице-премьер – министр цифровой трансформации Украины – Михаил Федоров, министр внутренних дел Арсен Аваков, министр юстиции Украины Денис Малюська и министр инфраструктуры Украины Владислав Криклий.

Позже президент Владимир Зеленский внес кандидатуру нового премьер-министра: им стал вице-премьер Денис Шмыгаль. Рада вскоре одобрила его кандидатуру большинством в 291 голос.